# کودکان به گربه‌ای رقصیدن می‌آموزند
کودکان به گربه‌ای رقصیدن می‌آموزند (انگلیسی: Children Teaching a Cat to Dance) یا درس رقص یک نقاشی کشیده شده در حدود ۱۶۶۰ تا ۱۶۷۹ توسط یان استین است که امروزه در موزه ملی آمستردام نگهداری می‌شود.